# 埃伦基兴
埃伦基兴是德国巴登-符腾堡州的一个市镇。总面积37.80平方公里，总人口7208人，其中男性3581人，女性3627人（2011年12月31日），人口密度191人/平方公里。